# Матуш, Желько
Же́лько Ма́туш (хорв. Željko Matuš; 9 августа 1935, Донья-Стубица, Королевство Югославия) — югославский футболист, защитник и нападающий. Участник чемпионата Европы 1960 года, Олимпиады 1960 года и чемпионата мира 1962 года. После смерти Виктора Понедельника в декабре 2020 года Матуш —последний оставшийся в живых участник финального матча чемпионата Европы 1960 года.

## Карьера

### Клубная
Начинал играть в футбол в юношеских и молодёжных командах «Стубица», «Загорец» и «Оротекс».
26 июня 1955 года дебютировал в составе загребского «Динамо» и в первом же матче забил 2 мяча, а всего за «Динамо» провёл в различных турнирах 428 матчей, в которых забил 147 голов. В составе загребского «Динамо» Желько один раз становился чемпионом Югославии, дважды вице-чемпионом, дважды третьим призёром, трижды обладателем Кубка Югославии, один раз финалистом Кубка страны и один раз финалистом Кубка Ярмарок. В 1965 году переехал в Швейцарию, в клуб «Янг Феллоуз», в составе которого выступал до 1969 года, после этого, в 1970 году перешёл в другой швейцарский клуб «Цюрих», в составе которого сыграл 10 матчей, выиграл, в составе команды, Кубок Швейцарии, после чего завершил карьеру игрока.

### В сборной
В составе главной национальной сборной Югославии выступал с 1960 по 1962 год, провёл за это время 13 матчей, забил 5 мячей. В составе сборной Югославии участвовал в чемпионате Европы 1960 года, Олимпиаде 1960 года и чемпионате мира 1962 года.
В 1956 году сыграл один матч, в котором забил гол, в составе сборной СР Хорватии, это был товарищеский матч со сборной Индонезии, прошедший в Загребе, игра завершилась победой хорватов со счётом 5:2, а Желько забил гол на 9-й минуте встречи.

### После карьеры
После завершения карьеры игрока работал тренером, в частности, руководил молодёжной командой в «Цюрихе», а затем ещё различными любительскими клубами. А после того, как прекратил активно заниматься футболом, остался в Швейцарии работать стоматологом.

## Достижения

### Командные
Вице-чемпион Европы: (1)
- 1960

Чемпион Олимпийских игр: (1)
- 1960

Чемпион Югославии: (1)
- 1957/58

Вице-чемпион Югославии: (2)
- 1959/60, 1962/63

3-й призёр чемпионата Югославии: (2)
- 1961/62, 1963/64

Обладатель Кубка Югославии: (3)
- 1959/60, 1962/63, 1964/65

Финалист Кубка Югославии: (1)
- 1963/64

Обладатель Кубка Швейцарии: (1)
- 1969/70

Финалист Кубка ярмарок: (1)
- 1962/63